# Saint-Mandé (stanice metra v Paříži)
Saint-Mandé je nepřestupní stanice pařížského metra na lince 1. Nachází se mimo hranice Paříže na území města Saint-Mandé pod Avenue de Paris.

## Historie
Stanice byla otevřena 24. března 1934 při prodloužení linky ze stanice Porte de Vincennes do Château de Vincennes.
V rámci modernizace a přechodu na automatizovaný provoz na lince 1, prošla stanice v roce 2008 kompletní rekonstrukcí. Nástupiště linky 1 byla upravena ve dnech 17. a 18. května 2008.

## Název
Jméno stanice znalo původně Tourelle neboli věžička. V těchto místech kdysi stávala obranná věž, která byla součástí opevnění hradu Vincennes. Věž byla sice již dávno zbořena, ale zůstal po ní pomístní název. 26. dubna 1937 byl název stanice upraven na Saint-Mandé - Tourelle. Na konci 90. let byl název zkrácen na současný tvar Saint-Mandé podle města, ve kterém se stanice nachází.
Do roku 1937 nesla název Saint-Mandé stanice Picpus na lince 6 podle Avenue de Saint-Mandé. Její jméno bylo změněno, aby nedocházelo k záměně s touto stanicí.

## Vstupy
Stanice má několik východů:
- Avenue de Paris před domy č. 168bis, 113 a 125bis
- Avenue Gallieni před domy č. 127 a 180

## Zajímavosti v okolí
- Bois de Vincennes